# Half Hour of Power
Half Hour of Power je první album kanadské punk rockové skupiny Sum 41, vydané 27. června 2000 ve vydavatelství Big Rig Records, pobočce Island Records.
Album je věnováno „památce“ skupiny Closet Monster. Název odkazuje na stopáž alba, která dosahuje 30 minut (k poslední skladbě bylo přidáno několikavteřinové ticho).
Poprvé se zde objevuje píseň Summer (podruhé to je na albu All Killer No Filler). Skupina měla v úmyslu umístit tuto skladbu na každé své album jako recesi, ale od svého plánu po vydání All Killer No Filler upustila.

## Seznam písní
1. "Grab The Devil By The Horns And Fuck Him Up The Ass" – 1:06
2. "Machine Gun" – 2:29
3. "What I Believe" – 2:49
4. "T.H.T." – 0:43 (akronym pro "Tables Have Turned")
5. "Makes No Difference" – 3:10
6. "Summer" – 2:40
7. "32 Ways To Die" – 1:30
8. "Second Chance For Max Headroom" – 3:51
9. "Dave's Possessed Hair/It's What We're All About" – 3:47
10. "Ride The Chariot To The Devil" – 0:55
11. "Another Time Around" – 6:52 (3:19 bez přidaného ticha)

## Autoři
- Deryck "Bizzy D" Whibley – zpěv, kytara
- Dave "Brown Sound" Baksh – kytara, zpěv
- Jason "Cone" McCaslin – baskytara
- Steve "Stevo 32" Jocz – bicí